# Guerra d'Italia del 1501-1502
La guerra d'Italia del 1501-1502 fu un conflitto che consistette nell'invasione congiunta del Regno di Napoli da parte delle armate francesi e di quelle spagnole, sulla base del trattato segreto di Granada.

## Gli eventi bellici
Sul trono partenopeo sedeva Federico I d’Aragona (linea dinastica napoletana), succeduto a Ferrandino nel 1496.
Il patto stipulato tra Regno di Spagna e Regno di Francia, reso pubblico nel corso del 1501, ottenne il beneplacito di papa Alessandro VI, in quanto sovrano nominale del Regno di Napoli. Il pontefice scomunicò e dichiarò decaduto il re di Napoli Federico, fornendo appoggio esplicito e sostegno ufficiale al trattato segreto di Granada con la bolla pontificia datata 25 giugno 1501.
Il pretesto per giustificare la scomunica di Federico fu l'accusa di avere stretto dei contatti con i Turchi; verosimilmente, causa ben più bruciante per i Borgia fu il mancato matrimonio tra Cesare Borgia e la principessa di Taranto Carlotta d'Aragona, che osò rifiutare l'ambiziosissimo duca di Valentinois e guastare uno dei tanti fili del «grande nepotismo» di papa Borgia.
I due eserciti, quello francese, guidato da Luigi d'Armagnac, duca di Nemours, e quello spagnolo, guidato da Gonzalo Fernández de Córdoba, prepararono subito l'occupazione dei territori rispettivamente assegnati. Federico, titolare legittimo del trono del regno partenopeo, venuto al corrente del tradimento ordito dal cugino Ferdinando, decise di abdicare in favore del re di Francia, scatenando così un conflitto tra due potenze europee, i cui eserciti si scontrarono sul suolo italiano nella guerra d'Italia tra 1501 e 1502. Il conflitto si concluse con la vittoria degli spagnoli nella battaglia decisiva di Cerignola, evento a cui seguì la firma dell'armistizio di Lione. Federico partì verso la Francia il 6 settembre 1501; nel maggio 1502, a titolo di compensazione per la sua rinunzia ai diritti sul Regno di Napoli, Federico ottenne da Luigi XII la Contea del Maine. La dinastia dei Trastámara d'Aragona di Napoli si estinse nel 1550.
Con questo conflitto si chiuse la stagione del Regno di Napoli e iniziò la lunga parentesi dei viceré (1501-1734).